# Sören Lausberg
Pour les articles homonymes, voir Lausberg.
Sören Lausberg (né le 6 août 1969 à Eisenhüttenstadt) est un coureur cycliste sur piste allemand. Spécialiste du kilomètre et de la vitesse par équipes, il a remporté neuf médailles dans ces deux disciplines lors des championnats du monde de cyclisme sur piste de 1996 à 2002. Il a remporté la coupe du monde 1999 du kilomètre. Lors des Jeux olympiques de 1996 et de 2000, il a pris la quatrième place du kilomètre.

## Palmarès

### Jeux olympiques
- Atlanta 1996
  - 4e du kilomètre
- Sydney 2000
  - 4e du kilomètre
  - 7e de la vitesse par équipes

### Championnats du monde
- Manchester 1996
  -  Médaille d'argent du kilomètre
  -  Médaille d'argent de la vitesse par équipes

- Perth 1997
  -  Médaille d'argent du kilomètre
  -  Médaille d'argent de la vitesse par équipes

- Bordeaux 1998
  -  Médaille de bronze de la vitesse par équipes

- Berlin 1999
  -  Médaille de bronze de la vitesse par équipes

- Manchester 2000
  -  Médaille d'argent du kilomètre

- Anvers 2001
  -  Médaille d'argent du kilomètre

- Copenhague 2002
  -  Médaille de bronze de la vitesse par équipes

### Coupe du monde
- 1995
  - 3e de la vitesse par équipes à Athènes

- 1998
  - 1er de la vitesse par équipes à Berlin (avec Jens Fiedler et Eyk Pokorny)
  - 2e du kilomètre à Berlin

- 1999
  - Classement général du kilomètre
  - 1er du kilomètre à San Francisco
  - 1er du kilomètre à Fiorenzuola d'Arda
  - 3e de la vitesse par équipes à San Francisco

- 2001
  - 1er du kilomètre à Pordenone

- 2002
  - 1er du kilomètre à Moscou
  - 3e de la vitesse par équipes à Moscou

- 2003
  - 2e du kilomètre à Aguascalientes

- 2004
  - 3e du kilomètre à Manchester

- 2004-2005
  - 1er de la vitesse par équipes (avec Michael Seidenbecher et Jan van Eijden)
  - 2e du kilomètre à Moscou

### Championnats d'Europe
- 2002
  -  Champion d'Europe de vitesse par équipes (avec Carsten Bergemann et Matthias John)

### Championnats d'Allemagne
- 1995
  -  Champion d'Allemagne du kilomètre
- 1997
  -  Champion d'Allemagne du kilomètre
  -  Champion d'Allemagne de vitesse par équipes (avec Eyk Pokorny et Jan van Eijden)
- 1998
  -  Champion d'Allemagne du kilomètre
- 2001
  -  Champion d'Allemagne du kilomètre
  -  Champion d'Allemagne de vitesse par équipes (avec Eyk Pokorny et Jens Fiedler)
- 2002
  -  Champion d'Allemagne du kilomètre
- 2003
  -  Champion d'Allemagne du kilomètre
- 2005
  -  Champion d'Allemagne de vitesse par équipes (avec Marco Jäger et Daniel Giese)